# 熊本県の観光地

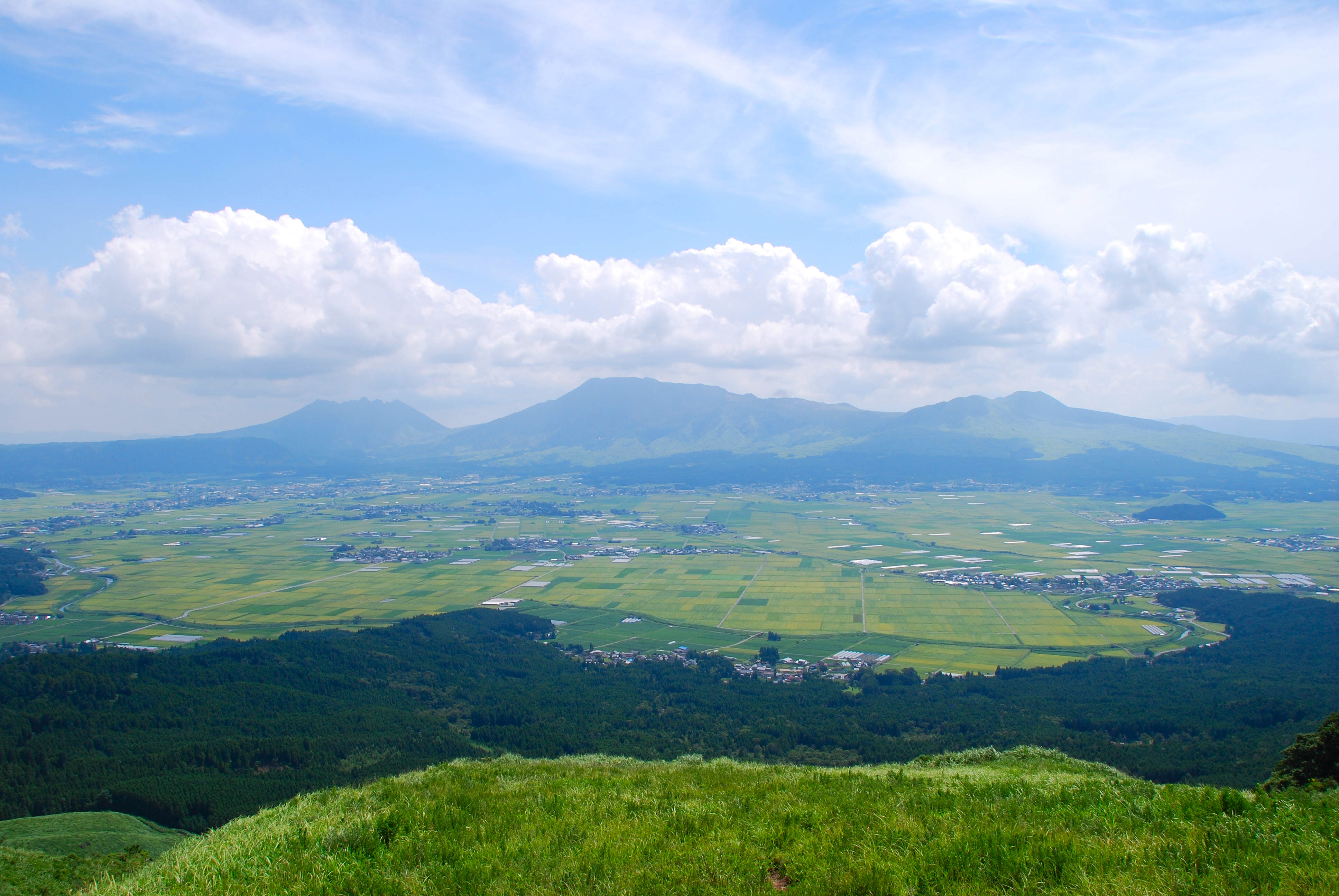
阿蘇山と阿蘇カルデラ

熊本県の観光地（くまもとけんのかんこうち）は、熊本県内の主要な観光地等に関する項目である。

## 対象別

### 文化財等

#### 世界遺産
- 明治日本の産業革命遺産
  - 三角西港(宇城市)
  - 三井三池炭鉱万田坑(荒尾市）
- 長崎と天草地方の潜伏キリシタン関連遺産
  - 崎津集落（天草市）

- 三角西港
- 三井三池炭鉱万田坑
- 崎津集落

#### 国宝建築
- 青井阿蘇神社 （人吉市）

- 青井阿蘇神社

#### 国の名勝
- 旧熊本藩八代城主浜御茶屋（松浜軒）庭園（八代市）
- 不知火および水島（八代市・宇城市）
- 水前寺成趣園（熊本市）
- 米塚および草千里ヶ浜（阿蘇市・阿蘇郡南阿蘇村）
- 千巌山および高舞登山（上天草市）
- 妙見浦（天草市）
- 竜ヶ岳（上天草市）
- 龍仙島（片島）（天草市）
- 六郎次山（天草市）
- 肥後領内名勝地（上益城郡山都町・八代市・八代郡氷川町・球磨郡球磨村）
  - 五郎ガ瀧
  - 聖リ瀧
  - 走リ水ノ瀧
  - 建神ノ岩
  - 神ノ瀬ノ岩屋

- 松浜軒
- 水前寺成趣園
- 阿蘇山（草千里）
- 妙見浦

#### 特別天然記念物
- 相良のアイラトビカズラ

#### 重要伝統的建造物群保存地区
なし

#### 重要文化的景観
- 三角浦の文化的景観
- 天草市﨑津・今富の文化的景観
- 通潤用水と白糸台地の棚田景観
- 阿蘇の文化的景観 阿蘇北外輪山中央部の草原景観
- 阿蘇の文化的景観 南小国町西部の草原および森林景観
- 阿蘇の文化的景観 涌蓋山麓の草原景観
- 阿蘇の文化的景観 産山村の農村景観
- 阿蘇の文化的景観 根子岳南麓の草原景観
- 阿蘇の文化的景観 阿蘇山南西部の草原および森林景観
- 阿蘇の文化的景観 阿蘇外輪山西部の草原景観

#### 重要文化財・史跡等
特別史跡
- 熊本城跡

- 熊本城（写真は2016年熊本地震前）
- 八千代座
- 宇土城
- 人吉城

#### 登録記念物
- 菊池川堤防のハゼ並木

#### 文化施設
博物館・美術館
水族館
- わくわく海中水族館シードーナツ

- 熊本市立熊本博物館
- 御船町恐竜博物館
- 熊本県立美術館本館
- 湯前まんが美術館

#### その他
- 阿蘇ジオパーク
- 阿蘇草原の持続的農業（世界農業遺産）
- くまもとアートポリス

### 公園等

#### 国立・国定・国営公園
- 国立公園
  - 阿蘇くじゅう国立公園
  - 雲仙天草国立公園
- 国定公園
  - 耶馬日田英彦山国定公園
  - 九州中央山地国定公園

- 阿蘇くじゅう国立公園
（中岳火口）
- 雲仙天草国立公園
（天草松島）
- 九州中央山地国定公園
（五家荘）
- 耶馬日田英彦山国定公園
（はげの湯）

#### ラムサール条約登録地域
- 荒尾干潟

- 荒尾干潟

#### 県立自然公園
- 金峰山県立自然公園
- 小岱山県立自然公園
- 矢部周辺県立自然公園
- 五木五家荘県立自然公園
- 三角大矢野海辺県立自然公園
- 芦北海岸県立自然公園
- 奥球磨県立自然公園

- 金峰山県立自然公園
（金峰山遠景）

#### 県立都市公園
- 水俣広域公園
- 熊本県テクノ中央緑地
- 本妙寺山緑地公園
- 万日山緑地公園
- 熊本県民総合運動公園
- 熊本県営八代運動公園

- 熊本県民総合運動公園

#### 大型公園・動物園・植物園・遊園地
大型公園
動物園・植物園・遊園地
- 熊本市動植物園
- 阿蘇カドリー・ドミニオン
- 監物台樹木園
- グリーンランド

- 水前寺江津湖公園
- 阿蘇ファームランド
- 熊本市動植物園
- 監物台樹木園

#### 恋人の聖地
- 球泉洞／球磨村
- 恋路島を臨む親水公園
- ハートが出来る石橋
- 阿蘇山本堂 西巌殿寺奥之院

- 球泉洞

### 祭事・行事等
- 藤崎八旛宮秋季例大祭
- 玉名大俵まつり
- 山鹿灯籠まつり
- 菊池の松囃子 - 重要無形民俗文化財
- 阿蘇の農耕祭事 - 重要無形民俗文化財
- 八朔祭
- 八代妙見祭 - 重要無形民俗文化財、ユネスコ無形文化遺産（山・鉾・屋台行事）
- 牛深ハイヤ祭り
- 球磨神楽 - 重要無形民俗文化財

- 藤崎八旛宮秋季例大祭
- 八朔祭
- 山鹿灯籠まつり

## 地域別

### 県北

#### 玉名地域
- 玉名市 - 玉名温泉、廣福寺、立願寺公園、高瀬裏川水際緑地、小天温泉、蓮華院誕生寺、ふるさとセンターY・BOX、山田の藤、蛇ヶ谷公園、玉名納涼花火大会
- 荒尾市 - グリーンランド、三井三池炭鉱万田坑、荒尾干潟
- 長洲町 - 金魚と鯉の郷広場
- 南関町 - セキアヒルズ、いきいき村、豊前街道南関御茶屋跡、なんかん夏まつり
- 和水町 - 三加和温泉、道の駅きくすい、肥後民家村、田中城址、トンカラリン、江田船山古墳
- 玉東町 - 高月官軍墓地

- 高瀬裏川水際緑地
- グリーンランド

#### 鹿本地域
- 山鹿市 - 八千代座、平山温泉、山鹿温泉（さくら湯など）、道の駅鹿北、道の駅水辺プラザかもと、あんずの丘、一本松公園、鞠智城、山鹿灯籠民芸館、日輪寺、不動岩、矢谷渓谷、大宮神社、熊本県立装飾古墳館、チブサン古墳、山鹿灯籠まつり、犬子ひょうたん祭

- 山鹿温泉さくら湯

#### 菊池地域
- 菊池市 - 道の駅七城メロンドーム、菊池渓谷、菊池神社、菊池温泉、七城温泉ドーム、辰頭温泉、孔子公園、菊池公園、円通寺
- 合志市 - 熊本県農業公園、ユーパレス弁天
- 大津町 - 道の駅大津、大津日吉神社
- 菊陽町 - 鼻ぐり井手

- 菊池渓谷の天狗滝
- 鼻ぐり井手

#### 阿蘇地域
- 阿蘇市 - 阿蘇山・阿蘇ジオパーク（大観峰、中岳火口、阿蘇火山博物館、米塚、草千里ヶ浜、城山展望所、かぶと岩展望台、根子岳、仙酔峡、高岳、古閑の滝など）、阿蘇カドリー・ドミニオン、阿蘇神社、道の駅阿蘇、乙姫子安河原観音、エル・パティオ牧場、竹原牧場、阿蘇内牧温泉、二重峠石畳、門前町商店街、道の駅波野、満徳寺、国造神社、荻岳、阿蘇赤水温泉
- 小国町 - 鍋ヶ滝、道の駅小国、杖立温泉、北里柴三郎記念館、小国両神社、下城の大イチョウ、わいた温泉郷（はげの湯温泉など）、遊水峡、坂本善三美術館
- 南小国町 - 黒川温泉、夫婦滝、瀬の本高原、南小国町総合物産館きよらカアサ、押戸石の丘、満願寺温泉、小田温泉、田の原温泉
- 産山村 - 池山水源、扇棚田、山吹水源、ヒゴタイ公園、うぶやま牧場
- 西原村 - 阿蘇ミルク牧場、俵山交流館萌の里、白糸の滝、俵山
- 南阿蘇村 - 草千里ヶ浜、阿蘇ファームランド、白川水源、阿蘇猿まわし劇場、南阿蘇 そば道場、地獄温泉、阿蘇白水温泉、栃木温泉、一心行の大桜
- 高森町 - 高森湧水トンネル公園、南阿蘇鉄道、月廻り公園、高森峠、根子岳

- 阿蘇神社
- 杖立温泉
- 白川水源

### 県央

#### 熊本市
- 北区 - 植木温泉、フードパル熊本、田原坂、道の駅すいかの里 植木、武蔵塚公園
- 中央区 - 熊本城（加藤神社、桜の馬場 城彩苑、加藤清正像、熊本城稲荷神社など）、熊本市電、水前寺成趣園、上江津湖、くまモンスクエア、上通、熊本県立美術館、熊本県物産館、熊本市現代美術館、シャワー通り、藤崎八旛宮、小泉八雲熊本旧居、熊本市立熊本博物館、藤崎八幡宮秋季例大祭、火の国まつり
- 東区 - 下江津湖、熊本市動植物園
- 西区 - 雲巌禅寺、島田美術館、アミュプラザくまもと、本妙寺、五百羅漢、金峰山、花岡山
- 南区 - 塚原古墳群

- 藤崎八旛宮
- 下江津湖
- 塚原古墳群
- 田原坂

#### 上益城地域
- 御船町 - 御船町恐竜博物館、城山公園（御船城址）
- 嘉島町 - サントリー九州熊本工場、浮島
- 益城町 - 熊本空港、砥川の獅子舞
- 甲佐町 - 甲佐町やな場
- 山都町 - 通潤橋、道の駅通潤橋、五老ヶ滝、幣立神社、道の駅清和文楽邑、八朔祭、清和文楽

- 浮島
- 通潤橋

#### 宇城地域
- 宇城市 - 三角西港、松橋大塚古墳、道の駅不知火、三宝寺、大岳山、宇賀岳古墳、金比羅神社、不知火美術館
- 宇土市 - 長部田海床路、住吉神社、道の駅宇土マリーナ、御輿来海岸、住吉自然公園
- 美里町 - 道の駅美里「佐俣の湯」、日本一の石段、霊台橋、二俣橋

- 霊台橋

### 県南

#### 八代地域
- 八代市 - 日奈久温泉、八代城、八代宮、五家荘、松中信彦スポーツミュージアム、球磨川、水島、栴檀轟の滝、松浜軒、八代妙見祭、やつしろ全国花火競技大会
- 氷川町 - 道の駅竜北、立神峡

- 水島
- 日奈久温泉金波楼

#### 芦北地域
- 芦北町 - 芦北海浜総合公園、御立岬公園、紫陽花の森
- 津奈木町 - 津奈木温泉、つなぎ美術館
- 水俣市 - エコパーク水俣（道の駅みなまた、水俣メモリアルなど）、湯の児温泉、湯の鶴温泉、濱八幡宮、湯の児海水浴場、大関山

- 芦北海浜総合公園
- 水俣メモリアル

#### 天草地域
- 天草市 - イルカウォッチング、崎津天主堂、道の駅有明、大江天主堂、本渡諏訪神社、下田温泉、道の駅天草市イルカセンター、祇園橋、妙見浦、牛深ハイヤ大橋、天草キリシタン館、道の駅うしぶか海彩館、キリシタン墓地、南公園、十万山、チャペルの鐘展望公園、天草ロザリオ館、河浦町のヘゴ自生地、天草とれたて市場、天草市立御所浦恐竜の島博物館
- 上天草市 - 藍のあまくさ村、天草五橋・天草松島、わくわく海中水族館シードーナツ、リゾラテラス天草、天草四郎ミュージアム、天草釣堀レジャーランド、スパ・タラソ天草、湯島、高舞登山、天草四郎像、天草ビジターセンター、千巌山、権現山、道の駅上天草さんぱーる
- 苓北町 - 富岡城跡、おっぱい岩、天竺

- 崎津天主堂
- イルカウォッチング
- 天草四郎ミュージアム

#### 球磨地域
- 人吉市 - 青井阿蘇神社、球磨川（ラフティングなど）、人吉城跡、人吉クラフトパーク、くま川鉄道、人吉温泉、永国寺、肥薩線の車窓、相良藩武家屋敷、鹿目の滝、ひとよし春風マラソン
- 球磨村 - 球泉洞、球磨川
- 山江村 - 丸岡公園
- 相良村 - 北岳
- 五木村 - 道の駅子守唄の里五木、頭地大橋
- 錦町 - 新宮寺六観音、道の駅錦
- あさぎり町 - おかどめ幸福駅、夫婦岩
- 多良木町 - ブルートレインたらぎ、太田家住宅、百太郎溝
- 湯前町 - 塞神社、湯前まんが美術館
- 水上村 - 市房ダム、市房山

- 球磨川
- 市房山